# Miguel Doménech Pastor
Miguel Doménech Pastor (València, 1944) és un professor Mercantil i polític valencià. Fou conseller de Treball i Seguretat Social de la Generalitat Valenciana presidida per Joan Lerma des de juliol de 1985 a juliol de 1991. És militant del PSPV-PSOE i membre de la Reial Societat Econòmica d'Amics del País de València.
| Càrrecs públics                                                                                  | Càrrecs públics                                                                  | Càrrecs públics                                                            |
| ------------------------------------------------------------------------------------------------ | -------------------------------------------------------------------------------- | -------------------------------------------------------------------------- |
| Precedit per: Miguel Ángel Millana Sansaturio (Conseller de Sanitat, Treball i Seguretat Social) | Conseller de Treball i Seguretat Social de la Generalitat Valenciana 1985 - 1991 | Succeït per: Martín Sevilla Jiménez (Conseller de Treball i Afers Socials) |